# Averroes
Ibn Rušd, latinsky Averroes, (arabsky ابن رشد‎, celým jménem arabsky اأبو الوليد محمد ابن احمد ابن رشد‎, Abú-l-Valíd Muhammad ibn Ahmad ibn Rušd; 14. dubna 1126 Córdoba – 12. prosince 1198 Marrákeš) byl arabský polyhistor žijící v Andalusii, který se mimo jiné zabýval filozofií, teologií, medicínou, astronomií, fyzikou, psychologií, matematikou, jurisprudencí, logikou a lingvistikou. Je autorem více než 100 knih a pojednání. Jeho práce zahrnují mnoho komentářů k dílu řeckého filozofa Aristotela, jehož výkladu Averroes zasvětil celý svůj život.
Ibn Rušd pocházel z význačné imámské a právnické rodiny. Po studiích v roce 1153 odešel do Marrákeše, kde se roku 1169 seznámil s almohadským chalífou Abú Jakúbem Júsufem, který se stal jeho ochráncem a podporovatelem. Od roku 1169 Averroes působil jako kádí (soudce) v Seville a Córdobě, kde byl v roce 1182 jmenován hlavním soudcem. Téhož roku se stal chalífovým dvorním lékařem. V roce 1195 kvůli svým svobodomyslným názorům upadl ve vladařovu nemilost a byl vyhoštěn do nedaleké Luceny. Do Marrákeše se vrátil o dva roky později, ale brzy nato zemřel.
Ve své filozofii rozlišoval tři druhy argumentů (rétorické, dialektické a důkazní) a tři druhy lidí, které je používají. Značně kritizoval dialektickou skupinu, kterou podle něj představovali teologové, a snažil se dokázat, že filozofie a náboženství se harmonicky doplňují. Víru a rozum pokládal jen za dvě různé metody k dosažení jedné boží pravdy. Usiloval rovněž o vysvětlení boží povahy a podporoval teorii o věčnosti světa. V politické filozofii navazoval na Platóna – za dokonalou vládu považoval aristokracii řídící se podle šaríi a božského řádu. Postuloval, aby se na správě státu podílely i ženy.
V astronomii kritizoval ptolemaiovský systém, ve fyzice zase vytvořil takzvaný atomistický aristotelismus. Rozum jako takový dle něj nepomíjí, nikoliv však jednotlivá lidská duše, která má pouze účast na jednom individuálním spekulativním intelektu (monopsychismus). V medicíně Averroes spojil aristotelismus s galénovským lékařstvím a dokázal vysvětlit řadu chorob. Zabýval se také farmakologií, neurologií a zvířaty.
Averroes zásadně ovlivnil středověkou židovskou filozofii a křesťanskou scholastiku. Jeho komentáře k Aristotelovi, které byly přeloženy do latiny a dostaly se do západní Evropy, oživily Aristotelovo dědictví a zpřístupnily je evropským vzdělancům. Značně se o Averroa opíral například Tomáš Akvinský. Jeho učení inspirovalo široký okruh přívrženců, takzvaných latinských averroistů, mezi něž patřil kupříkladu Siger z Brabantu nebo Boethius z Dácie. Roku 1277 byl averroismus katolickou církví zakázán, přesto evropskou vzdělanost Averroovo dílo ovlivňovalo až do 16. století.

## Jméno

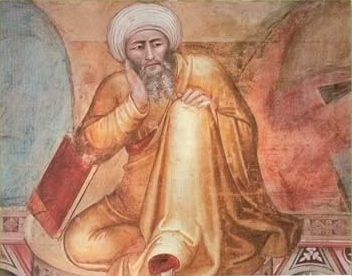
Averroes na malbě od Andrea di Bonaiuto ze 14. století

Kompletní přepsané jméno Ibn Rušda v arabštině zní „Abú-l-Valíd Muhammad ibn Ahmad ibn Rušd“. Někdy se k jeho jménu připojuje přízvisko „al-Hafíd“ („Vnuk“), aby se odlišil od svého podobně pojmenovaného děda, významného soudce a právníka. „Averroes“ je latinizovaná forma „Ibn Rušd“, která byla ve středověku odvozena ze španělské výslovnosti původního arabského jména, kde se „Ibn“ čte jako „Aben“ nebo „Aven“. Jiné varianty Averroova jména jsou v anglické transkripci například „Ibin-Ros-din“, „Filius Rosadis“, „Ibn-Rusid“, „Ben-Raxid“, „Ibn-Ruschod“, „Den-Resched“, „Aben-Rassad“, „Aben-Rasd“, „Aben-Rust“, „Avenrosdy“, „Avenryz“, „Adveroys“, „Benroist“, „Avenroyth“ nebo „Averroysta“.

## Život

### Mládí
Abú-l-Valíd Muhammad ibn Ahmad ibn Rušd se narodil 14. dubna 1126 (520 islámského kalendáře) v Córdobě v Andalusii. Pocházel z význačné imámské a právnické rodiny. Jeho děd Abú al-Valíd Muhammad († 1126) byl za vlády Almorávidů hlavním soudcem (kádím) v Córdobě a imámem velké córdobské mešity. Averroův otec Abú al-Kasím Ahmad nedosáhl takových úspěchů jako Averroův děd, ale do roku 1146, kdy Almorávidy nahradili Almohadové, taktéž zastával post córdobského soudce.
Averroes vystudoval hadís (učení o skutcích proroka Mohameda), fiqh (islámskou jurisprudenci), medicínu a teologii. Málikovskou jurisprudenci ho vyučoval al-Hafíz Abú Muhammad ibn Rizk, kdežto hadís Ibn Rušd studoval u Ibn Baškuvala, žáka svého děda. Mezi Averroovy učitele právní vědy patřil rovněž jeho otec. Medicínu studoval zase u Abú Džafara Džarima al-Tajaila, jenž ho zřejmě školil i ve filozofii. Při studiu se Averroes seznámil s díly Málika ibn Anase a Ibn Bádždži (Avempace), které ho silně ovlivnily. Je možné, že se s Avempacem poznal osobně.
Navštěvoval rovněž pravidelná setkání myslitelů, lékařů a básníků v Seville, jichž se účastnili kupříkladu filozofové Ibn Tufajl a Ibn Zuhr nebo budoucí chalífa Abú Jakúb Júsuf. Kromě toho studoval i ortodoxní školu kalám, kterou později v životě však značně kritizoval. Averroův životopisec z 13. století, Ibn al-Abbar, uvedl, že se Ibn Rušd v mládí více zajímal o studium práva a řeckého myšlení než o hadís.

### Kariérní postup

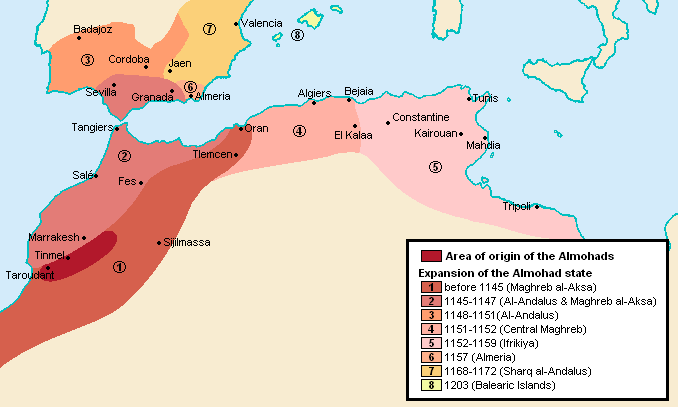
Mapa Almohadského chalífatu, v němž Averroes působil.

Roku 1153 byl Averroes povolán do Marrákeše, hlavního města Almohadského chalífátu, aby zde prováděl astronomická pozorování a pomáhal při zakládání nových univerzit. Pokoušel se tehdy nalézt fyzikální zákony astronomických pohybů, ale jeho výzkum nebyl úspěšný. Během pobytu v Marrákeši se pravděpodobně setkal s Ibn Tufajlem, věhlasným filozofem, který působil jako dvorní lékař. Oba učenci se i navzdory zásadním rozdílům ve svých pohledech na svět spřátelili.
V roce 1169 byl Averroes představen almohadskému chalífovi Abú Jakúbovi Júsufovi. Ve slavném příběhu zpracovaném historikem Abd al-Vahídem al-Marrakušim z 13. století se chalífa Averroa zeptal, zda nebesa existují od věčnosti, nebo zda počala v nějaké době. Jelikož Ibn Rušd věděl, že je tato otázka kontroverzní, pro jistotu neodpověděl. Chalífa následně začal diskutovat s přítomným Ibn Tufajlem o teoriích řeckých i muslimských filozofů na toto téma, což Averroa přimělo, aby vladaři konečně vysvětlil své stanovisko, které na chalífu velmi zapůsobilo (k němu viz podkapitola Věčnost světa). I Averroes byl ohromen chalífovou učeností.
Tento rozhovor zapříčinil, že se Ibn Rušd ocitl pod chalífovou ochranou, jíž se těšil až do roku 1184, kdy Abú Jakúb Júsuf skonal. Když si panovník Ibn Tufajlovi stěžoval na špatnou srozumitelnost Aristotelových děl, Ibn Tufajl mu doporučil, aby jejich výkladem pověřil právě Averroa. Jeho první spis na toto téma vyšel již v roce 1169.
Téhož roku byl jmenován kádím (soudcem) v Seville, a o dva roky později pak nastoupil na post kádího ve své rodné Córdobě. V tomto období se zvýšila intenzita jeho publikační činnosti, i přes to, že měl rovněž soudcovské povinnosti a pravidelně cestoval po celém Almohadském chalífátu. Své cesty využíval pro další astronomické výzkumy. Roku 1179 se opět stal sevillským soudcem a v roce 1182 vystřídal Ibn Tufajla ve funkci chalífova dvorního lékaře. Téhož roku byl také ustanoven hlavním kádím v Córdobě, což byl velmi prestižní úřad, který v minulosti zastával jeho děd.

### Sklonek života

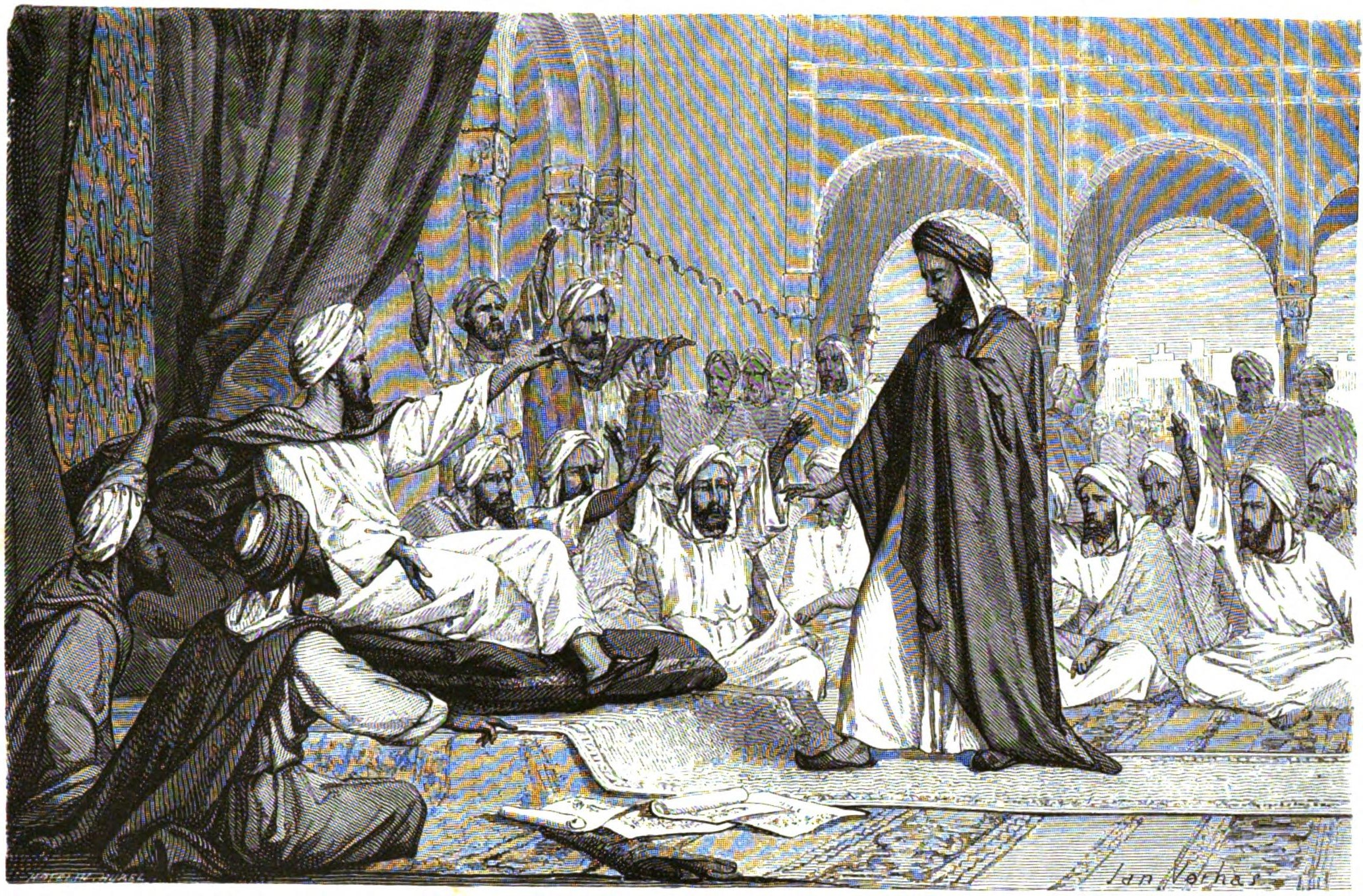
Kresba vyobrazující Averroesovo vyhnání z Córdoby.

Roku 1184 Abú Jakúb Júsuf zemřel a na trůn nastoupil jeho syn, Abú Júsuf Jakúb al-Mansúr. Zpočátku Averroes zůstal v chalífově přízni, ale v roce 1195 upadl v nemilost. Byla proti němu vznesena různá obvinění a soudil ho tribunál v Córdobě, jenž zavrhl jeho učení, nařídil spálit jeho díla a vyhostil ho do nedaleké Luceny.
Středověcí historici to přičítají Averroově možné urážce chalífy ve svých knihách, ale moderní historiografie Averroův pád připisuje spíše politickým důvodům. Encyclopaedia of Islam uvádí, že se al-Mansúr distancoval od Averroa na podporu ortodoxních učenců, kteří se proti Ibn Rušdovi postavili a jejichž podporu al-Mansúr potřeboval ve válce se španělskými křesťany. Historik Madžid Fachrí se domníval, že svou roli v Averroově vyhnání sehrál tlak ze strany konzervativních muslimských intelektuálů. Ti ho často označovali za cynického racionalistu, člověka dvojí víry nebo filozofa neschopného pokání a v roce 1195 proti němu dokonce rozpoutali pomlouvačnou kampaň. Básníka Ibn Džubajra Averroovi odpůrci pověřili, aby Ibn Rušda svými epigramy v očích veřejnosti pošpinil a zdiskreditoval. Averroovo vypuzení symbolicky předznamenalo pád arabské vzdělanosti a konec zlatého islámského věku na Iberském poloostrově.
Po dvou letech se Averroes vrátil do Marrákeše a chalífa ho omilostnil. Zemřel krátce nato, 11. prosince 1198 (595 islámského kalendáře) právě v Marrákeši. Původně byl pohřben v severní Africe, avšak jeho ostatky byly o tři měsíce později přesunuty do Córdoby.

## Dílo

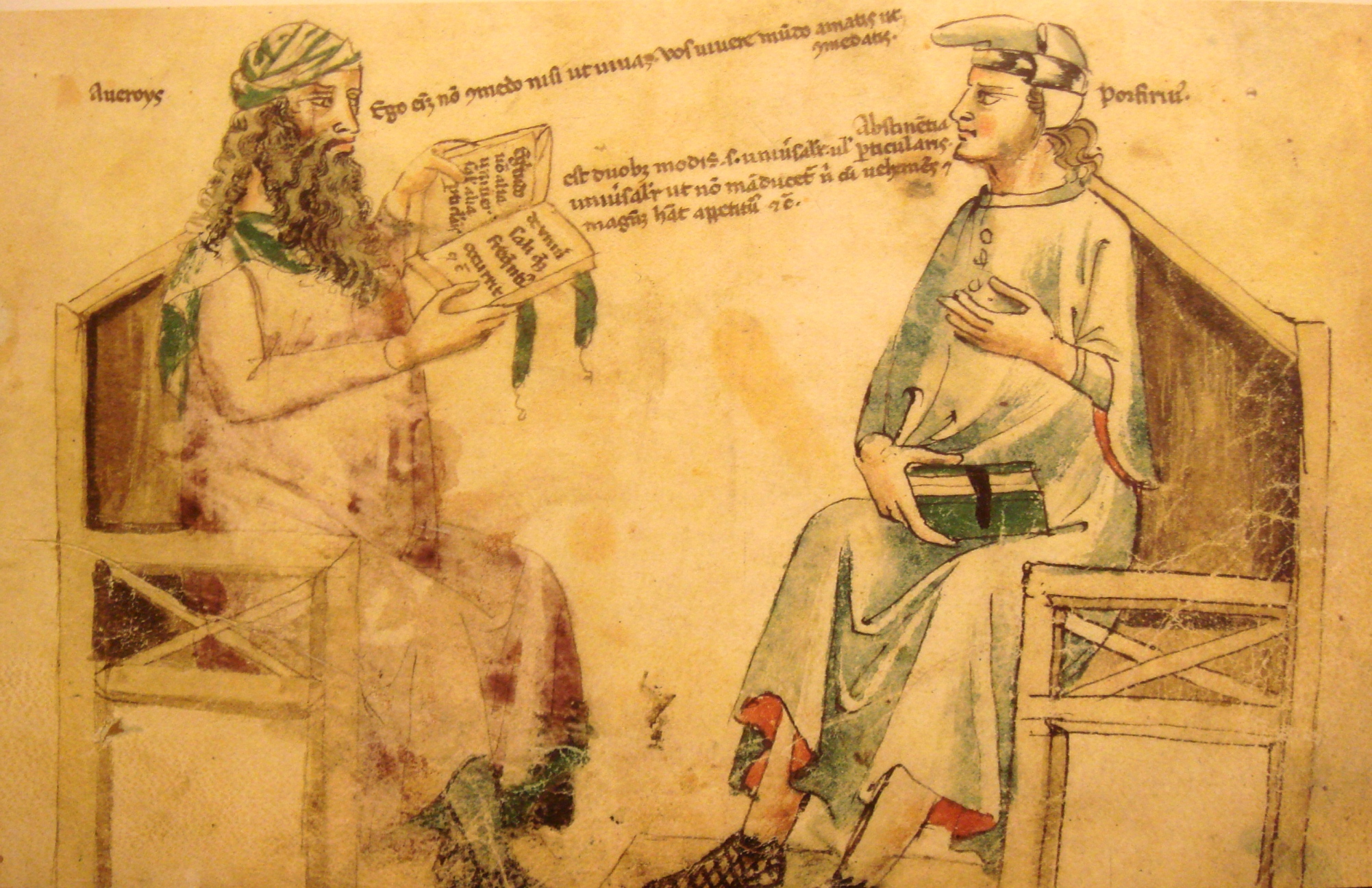
Fiktivní debata mezi Averroesem a pozdně antickým novoplatónikem Porfyrirem.

Averroes byl neobyčejně plodným spisovatelem a jeho díla podle Fachrího „pokrývala větší škálu témat“ než díla kteréhokoli z jeho muslimských předchůdců. Podle francouzského orientalisty Ernesta Renana napsal Averroes kromě svých komentářů k většině Aristotelova díla nejméně 67 originálních děl, z toho 28 prací o filozofii, 20 o medicíně, 8 o právu, 5 o teologii a 4 o gramatice. Dohromady je tedy autorem více než 100 spisů. Mnoho Averroových prací se v arabském originálu nedochovalo, často se však zachovaly jejich překlady do latiny či hebrejštiny.

### Komentáře kAristotelovi

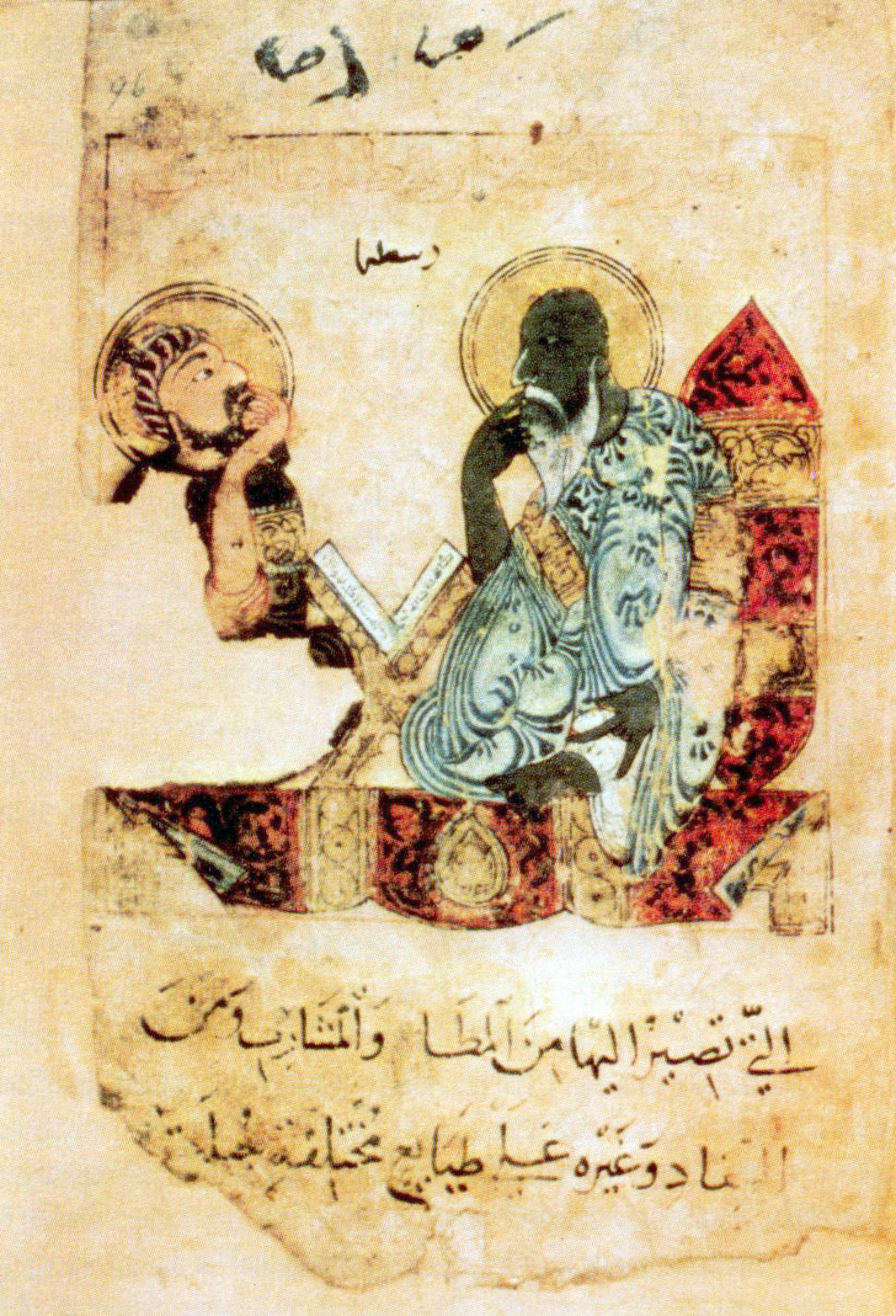
Arabská ilustrace zobrazující Aristotela, jak učí studenta, která pochází z období kolem roku 1220.

Averroes napsal komentáře k téměř všem Aristotelovým dochovaným dílům. Výjimku tvoří Politika, ke které neměl přístup, a napsal místo toho proto komentář k Platónově Ústavě. Své komentáře rozřadil do tří kategorií. Moderní historici je pojmenovali jako Velké komentáře, Střední komentáře a Shrnutí neboli Synopse. Většina Shrnutí (jami), která Averroes napsal na začátku své kariéry, obsahuje shrnutí aristotelovských doktrín. Střední komentáře (talchís) tvoří parafráze, které objasňují a zjednodušují Aristotelův původní text. Averroes je psal jako reakci na stížnosti svého patrona, chalífy Abú Jakúba Júsufa, že Aristotelovy původní texty jsou pro čtenáře špatně srozumitelné. Velké komentáře (Tafsír nebo Šarḥ) zahrnují kompletní text původních prací s podrobnou analýzou každého řádku. Jsou velmi podrobné a obsahují mnoho Averreosových originálních myšlenek. Je nepravděpodobné, že tyto Velké komentáře byly určeny pro širší veřejnost. Pouze pro pět Aristotelových děl Averroes vydal všechny tři typy komentářů, a to pro spisy Fyzika, Metafyzika, O duši, O nebi a Druhé analytiky. Averroes definitivně fixoval pravidla doslovného komentáře, které po něm pak přejali evropští scholastici včetně Tomáše Akvinského. Ve zpřístupnění Aristotelových děl širší veřejnosti Averroes spatřoval své životní poslání.
Averroes komentoval též spisy Nikolaose z Damašku, Alexandra Afrodisijského, Themistia, Avempace, Porfyria a Klaudia Ptolemaia.

### Originální filozofická díla
Averroes napsal řadu originálních filozofických traktátů, například O intelektu, O sylogismu, O spojení s aktivním intelektem, O čase, O nebeské sféře nebo O pohybu nebeské sféry. Je rovněž autorem tří polemik, která nesou jména Esej o al-Fárábího přístupu k logice ve srovnání s Aristotelem, Metafyzické otázky, kterými se zabývala Kniha uzdravení od Ibn Síny a Vyvrácení Ibn Sínovy klasifikace existujících entit.

### Teologie
Odborné zdroje, včetně Fachrího a titulu Encyclopaedia of Islam, za tři Averroovy nejvýznamnější teologické spisy označily Fasl al-Makal (Rozhodné pojednání o vztahu náboženství a filozofie) z roku 1178, které hájí slučitelnost náboženství a filozofie, Al-Kašf 'an Manahij al-Adilláh (Výklad o metodách dokazování) vydaný v roce 1179, jež kritizuje teologickou školu Ašaritů a představuje Averroův důkaz existence Boha, a konečně Taháfut al-Taháfut (Vyvrácení Vyvrácení) z roku 1180 útočící na Ašaritu al-Ghazálího. Vyvrácení Vyvrácení kritizuje rovněž Avicennu a jeho novoplatónské tendence.

### Medicína
Z Averroových lékařských traktátů je třeba zmínit zejména knihu Kitáb al-Kuljat fi al-Tib (Všeobecné lékařství) napsanou kolem roku 1162. Ibn Rušd toto dílo pojmenoval protikladně ke spisu Al-Juz'ijjat fi al-Tibb (Specifičnosti medicíny) od svého přítele Ibn Zuhra, přičemž oba se snažili, aby se jejich díla vzájemně doplňovala. Latinský překlad Všeobecného lékařství nazývaný jako Colliget se pak v Evropě po staletí hojně využíval jako učebnice medicíny. K dalším zachovaným titulům Ibn Rušda o medicíně patří O sirupu, Rozdíly v temperamentech a Léčebné byliny. Averroes publikoval také shrnutí díla řeckého lékaře Galéna a komentář k Avicennově Al-Kánún fi ttibb (Kánon medicíny).

### Jurisprudence
Jedinou Averroovou právnickou knihou, jež se dochovala, je Bidájat al-Mužtahid, v níž se mluví o rozdílech mezi naukami jednotlivých sunnitských mazhabů (škol islámské jurisprudence), jak v praxi, tak v jejich základních principech (především v interpretacích Koránu), jakož i o tom, proč jsou tyto rozdíly nevyhnutelné. I přes svoji příslušnost k málikovskovskému mazhabu Averroes v knize pojednává i o názorech jiných právnických směrů. Současně zde vyzdvihuje používání komparativní metody v právu a právo se snaží oddělit od teologie. Poté Averroes napsal ještě zřejmě shrnutí spisu O právní teorii muslimské jurisprudence, jejímž autorem je al-Ghazálí, a traktáty o rituálních zvířecích obětech (Kurbani) a pozemkové dani.

## Filozofie

### Aristotelismus

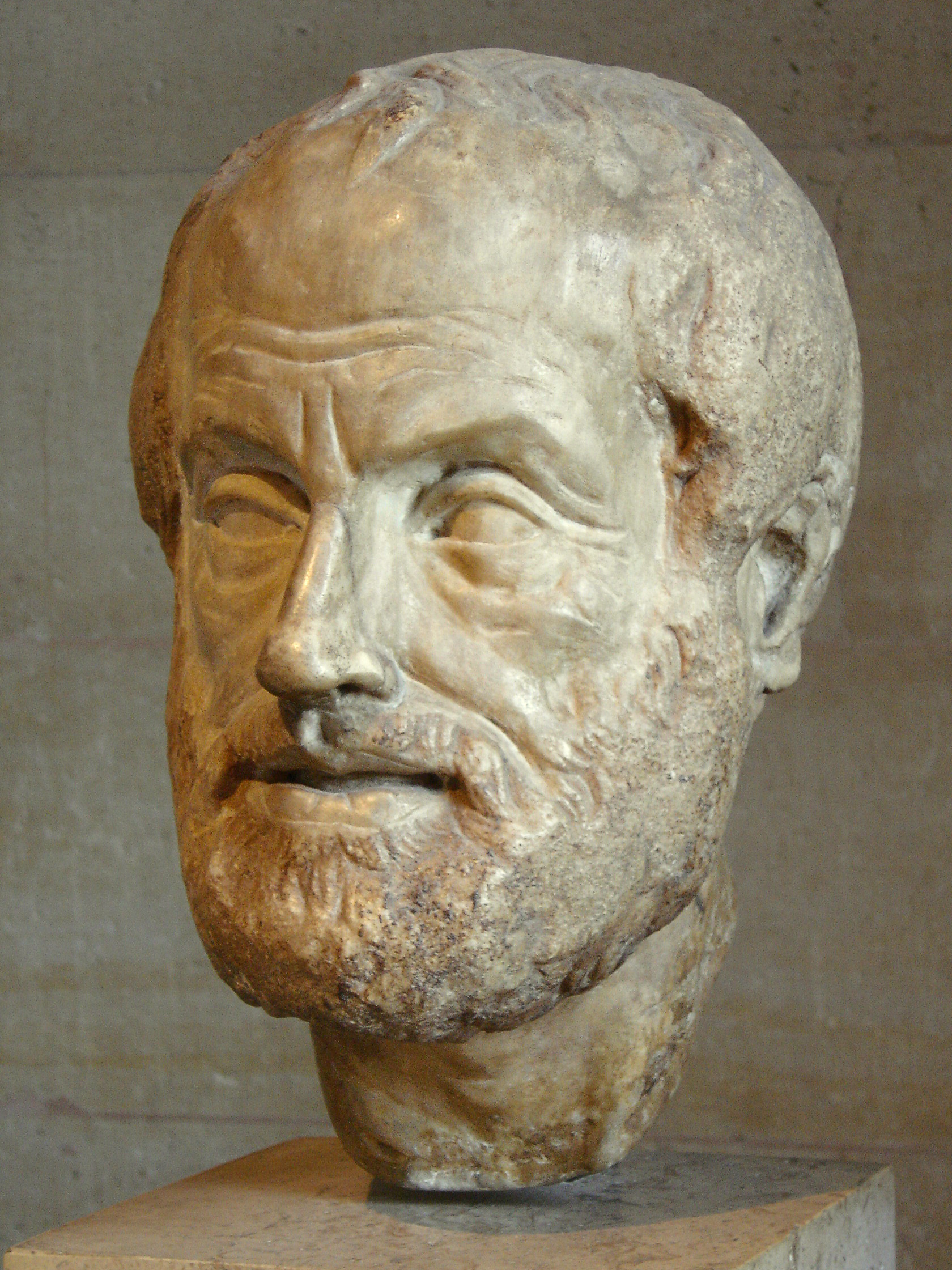
Aristotelés

Averroes se ve svém díle pokusil navrátit peripatetickou islámskou filozofii co neblíže k původní Aristotelově doktríně, kterou podle něj zkreslily novoplatónské tendence muslimských filozofů jako byl Avicenna nebo al-Fárábí. Například zcela zavrhl al-Fárábího pokus o sloučení platónismu s aristotelismem a poukázal na rozdíly mezi oběma mysliteli, včetně Aristotelova odmítnutí Platónovy teorie idejí. Odsoudil také al-Fárábího práce o logice za nesprávné interpretace Aristotelových názorů. Mimo to zformuloval rozsáhlou kritiku Avicennových děl, které na peripatos přímo navazovaly. Nesouhlasil s Avicennovou teorií emanace, s jeho důkazy existence Boha a jeho pohledem na existenci obecně. Poněvadž se Averroovi podařilo „očistit“ Aristotelovu nauku o novoplatónské prvky, ocitnul se mezi arabskými filozofy skutečně nejblíže jeho původnímu učení.
Jak ukazuje následující citát, Averroův obdiv k Aristotelovi neznal mezí:
| „          | Aristotelova nauka představuje svrchovanou pravdu. Nikdo nemůže nabýt poznání, které by se Aristotelovu rovnalo nebo jen blížilo. On nám byl dán Bohem, abychom pochopili vše, co lze poznat. On činí všechny lidi moudrými – a lidé vědí tím více, čím hlouběji proniknou do jeho myšlení. | “ |
| — Averroes | |   |

### Kauzalita a metafyzika
Averroes Boha nepokládal ani tak za stvořitele světa, jako spíše za prvního hybatele, jenž je příčinou všeho dění. Kauzalitě stejně jako Aristotelés totiž deterministicky přikládal prvořadý význam. Rozdělení příčin na čtyři druhy rovněž přijal od Aristotela, a tento koncept pak významně rozvíjel, hlavně s ohledem na věčné bytosti a přírodu. Bůh dle Averroa celému vesmíru propůjčuje pohyb, ale jako jediný se sám nehýbe. Žádný jiný objekt ve vesmíru není autonomní příčinou čehokoli. Ukazuje to na příkladu: Jiskra na kousku dřeva nezpůsobuje oheň; oheň způsobuje Bůh, který připustil, aby jiskra a dřevo byly nástroje, které vytváří oheň. Jestliže si Bůh usmyslí, aby dřevo a jiskra oheň nezpůsobily, stane se tak. Pohyb nebeských těles způsobuje svou dokonalostí, neboť oduševnělá nebeská tělesa mají touhu vyrovnat se této dokonalosti, a proto se hýbou. Zaobíral se také otázkou, zda nejprve existovala uskutečnění nebo možnost. Nakonec uznal, že první varianta je sice v rozporu se zdravým rozumem, ale přijmout druhou variantu by znamenalo i přijetí spontánního pohybu nebeských těles.
Metafyzika by se podle Averroa měla zabývat především klasifikací bytí. Na rozdíl od Aristotela neodděloval tak striktně hmotné a nehmotné bytosti – fyziku a metafyziku neviděl na opačných stranách spektra; naopak se dle něj částečně překrývaly. Fyzika poskytuje důkaz existence prvního hybatele, kdežto metafyzika se zabývá jeho působením. Tyto myšlenky vyslovil zřejmě v reakci na některé materialističtější interpretace Aristotelových děl, se kterými se ale nemohl ztotožnit. I přesto mluvil o spojovacím článku mezi oběma vědami, jímž podle něj měla být substance, zastávající mezi ostatními kategoriemi privilegované místo. Kromě toho Ibn Rušd rozsáhle studoval aristotelský hylémorfismus.

### Boží povaha
Averroes své úvahy o existenci a povaze Boha rozvijí v traktátu Expozice důkazních metod. Zkoumá a kritizuje zde doktríny jednotlivých škol islámské filozofie. Zaměřuje se zejména na jejich důkazy boží existence, které postupně vyvrací. Averroes tvrdí, že existují pouze dva důkazy boží existence, které jsou logicky správné a neodporují Koránu; nazývá je jako argument „prozřetelnosti“ a argument „vynálezu“. Argument prozřetelnosti praví, že svět a vesmír se zdají být vyladěny přesně tak, aby podporovaly lidský život. Averroes hovoří o Slunci, Měsíci, řekách i moři, jako o příkladech toho, že vesmír je podmíněn lidmi. Vesmír podle něj takto „vyladil“ právě Bůh. Podle argumentu vynálezu je z přírody patrno, že rostliny a zvířata musely být někým navrženy – že se v podstatě jedná o konstrukty. Jejich „konstruktérem“ má být podle Averroa Bůh. Averroovy dva důkazy boží existence jsou teleologické povahy, nikoli kosmologické, jako argumenty Aristotela nebo většiny soudobých muslimských teologů kalámu.
Ibn Rušd byl zastáncem nauky o božské jednotě. Tvrdil, že Bůh má sedm atributů – vědomosti, život, moc, vůli, sluch, zrak a řeč. Největší pozornost věnoval božím vědomostem. Domníval se, že boží poznání se zásadně liší od poznání lidského. Bůh zná vesmír, neboť je jeho příčinou, kdežto lidé mají znalosti založené na dopadech božích činů. Bůh si podle Averroa je vědom také všech podrobností ve vesmíru, poněvadž on je jejich příčinou. To však vyvolává důležitou otázku: mění se božské poznání, když se mění tyto podrobnosti? Změna božského poznání by nutně znamenala také božskou změnu. Averroes si však nechtěl přiznat, že Bůh není neměnný. Celý problém nakonec vyřešil hypotézou, že Bůh změny ve vesmíru nepoznává, on o nich z pozice prvního hybatele už vždy věděl. Z toho vyplývá, že boží vědomosti jsou již kompletní, a Bůh se proto nemění.
Averroes se zaobíral také dalšími božskými atributy. Atribut života lze dle něj odvodit od božských vědomostí, protože život je předpokladem poznání. Božská vůle a moc jsou základními charakteristikami Boha – definují Boha jako Boha. Moc a vůle totiž Bohu umožňují stvořit svět. Co se týče zraku a řeči, Averroes soudil, že když Bůh stvořil svět, nutně musí znát všechny jeho části, stejně jako umělec důkladně chápe své dílo. Poněvadž vizuální a sluchová stránka k světu neoddělitelně patří, musí mít Bůh zrak i sluch a musí ovládat řeč. Atribut řeči navíc obhajuje Koránem, slovem božím.

### Věčnost světa

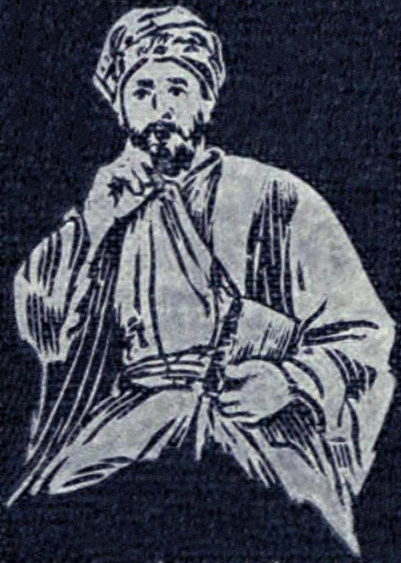
Al-Ghazálí

Muslimští filozofové ve středověku často vedli diskuse o tom, zda byl svět vytvořen v určitém časovém okamžiku nebo zda existoval od věčnosti. Neoplatonští filozofové jako al-Fárábí či Avicenna tvrdili, že svět je věčný. Tento postoj kritizovali mutakalimové v čele s al-Ghazálím, kteří popírali věčnost světa a novoplatónské filozofy osočovali z nevíry.
Averroes na stanoviska al-Ghazálího reagoval ve svém spisu Vyvrácení Vyvrácení, kde se nejdříve zastává novoplatónských filozofů. Konstatuje, že al-Ghazálího nařčení bylo neodůvodněné. Následně shledává, že teorie věčnosti světa Koránu nijak neodporuje, což potvrzují verše z Koránu, které v pasáži o stvoření světa zmiňují již existující „trůn“ a „vodu“. Zdánlivé generování hmyzu ve shnilém jídle, jež Ašarité využívali jako argument pro věčnost světa, Averroes připsal působení slunečního záření. Předpokládal, že Korán implicitně mluví pouze o stvoření principu, který spojuje látku a formu. To podle Averroa skutečně proběhlo v určitém okamžiku. Vlastní existenci vesmíru ovšem považuje za věčnou. Následně vysvětluje, že teologové kalámu by podobné otázky měli přenechávat filozofům.

### Vztah náboženství a filozofie
Islámská filozofie vycházející ze starořeckého myšlení se neustále střetávala s ortodoxní sunnitskou tradicí, kterou zastupovaly zejména školy Hanbalitů a Ašaritů. Perský učenec a příslušník Ašaritů, al-Ghazálí, filozofy, které navazovali na řeckou kulturu, obvinil z bezvěrectví. Averroes, jako přední představitel liberálnějšího islámského proudu, na obhajobu filozofů publikoval spis Rozhodné pojednání o vztahu náboženství a filozofie, v němž rozlišuje tři druhy argumentů a tří druhy lidí, které je používají:
1. Rétorické (řečnické) argumenty – Tuto skupinu představují masy lidí, kteří nejsou schopni podat žádný výklad Písma, jelikož jsou přístupní pouze řečnickým proslovům a argumentům. Jejich argumenty jsou založeny na přesvědčování. Slovy aristotelské logiky se opírají o premisy, které „jsou spolehlivé sami sebou“, tedy apodiktické. Závěry, ke kterým docházejí, jsou proto nutné.[55]
2. Dialektické argumenty – Sem patří lidé, kteří jsou schopni alespoň dialektického (pravděpodobného) výkladu, poněvadž usuzují na základě diskuse. Vycházejí z pravděpodobného mínění – „mínění, jež přejímají buď všichni, nebo většina, nebo ti, kdo jsou největšími znalci a jejichž mínění má největší vážnost.“ Závěry, ke kterým dospívají, jsou tudíž pouze pravděpodobné. Tento druh zahrnuje teology, zejména mutakalimy.[55]
3. Důkazní argumenty – Zde se jedná o skupinu, jež podává spolehlivý výklad, neboť vychází z logické dedukce – opírá se o důkazy, „sylogismy vycházející z premis, které jsou pravdivé a prvotní, nebo z premis, jejichž poznání vzniká z prvotních a pravdivých premis.“ Sem dle Averroese náleží filozofové. Filozofie se totiž opírá o rozum a logiku.[55]

Averroes následně stanovuje pravidlo, že lidé výkladu, čili filozofové a teologové (dialektická a důkazní skupina), by neměli mít žádný kontakt s prostým lidem (rétorickou skupinou), která není schopna jejich výklad pochopit. Tím se totiž pak „ničí vnější smysl toho, kdo není schopen nic jiného chápat“ a prostý lid je přiváděn k bezvěrectví. Toho se dopouštějí právě teologové, kteří svoje soudy prezentují prostým lidem a snaží se zaujmout místo filozofie. Na rozdíl od filozofů svými nesprávnými postupy navíc nedocházejí k pravdě. Filozofie ani teologie proto v žádném případě nesmí působit jako vychovatelka mas. Teologové by měli pouze chránit náboženská dogmata, bojovat proti heretikům a kontrolovat dodržování zásad z Koránu.

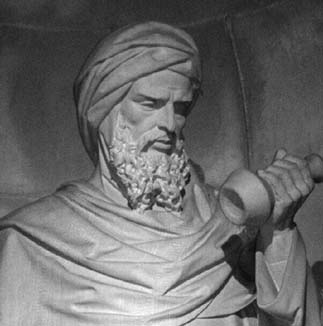
Averroes

Ibn Rušd zároveň vyzývá každého, kdo má dar přirozené inteligence a náboženské integrity, aby začal studovat filozofii. Při studiu by měl stavět na již dosaženém poznání svými předchůdci, bez ohledu na jejich náboženství, což ale neznamená, že by se toto poznání mělo přijímat nekriticky.
Existují dva druhy smyslu, jak to lze ukázat na Koránu, a to smysl očividný neboli zřejmý a smysl skrytý. Podle Averroa jsou výroky, jež se musí brát doslova, a kdo si je vykládá alegoricky, dopustil by se bezvěrectví. Poté jsou zde však výroky, které si davy musí vyložit doslova, zatímco filozofové je musí vykládat alegoricky. Dialektici se ocitají v problematické pozici, protože jsou buď povinni říkat to co ostatní, anebo nejsou schopni se povznést k vyššímu smyslu, takže nemají co říct nového. Ibn Rušd proto kritizuje dialektickou skupinu teologů, jež se nachází na rozcestí mezi těmi, kdo věří, aniž by chápali (davy), a těmi, kdo k chápání nepotřebují víru (filozofové), čímž se stávají těmi, kdo věří, že chápou. Odstraňují doslovný výklad, aniž by ho nahradili jistotou vědy, alegorickou exegezí, a místo toho jej nahrazují nekontrolovatelným alegorismem, kvůli němuž vzniká fanatismus. Své nesprávné myšlenkové teologické univerzum vnucují ostatním. Koexistenci všech tří skupin musí podle Averroa zajistit jedině svrchovaný panovník, jenž má zprostředkovávat jejich vztahy a zamezit jejich přímému kontaktu.
Ibn Rušd zkrátka rozlišuje dvě cesty k pravdě – víru, jež náleží davům, a pravdu vycházející z logiky a rozumu. Víra i rozum jsou jen dvě různé metody k dosažení jedné pravdy. Tím také vysvětluje vztah mezi náboženstvím a filozofií, které se v konečném důsledku nacházejí v souladu. Averroovo rozdělení společnosti do tří skupin předběhlo svou dobu, poněvadž lidi rozlišovalo psychologicky, a nikoli sociologicky, jak činili tehdejší teologové. Ibn Rušdova nauka o vztahu náboženství a filozofie se proto ale setkala s nepochopením a dezinterpretací. Pro příklad lze uvést fiktivní slogan, přisuzovaný Averroovi, který ve středověku koloval po západní Evropě, totiž: „Žádné náboženství není pravdivé, i když může být užitečné“, což je ale překrucování Averroových skutečných názorů. Ibn Rušd jednoznačně tvrdil, že islám (stejně jako obsah šaríi), potažmo náboženství obecně, platí pro všechny tři skupiny lidí. Dezinterpretací je v podstatě i Averroovo údajné učení o dvojí pravdě, které ale Ibn Rušd nikdy nezastával, neboť byl přesvědčen, že pravda existuje pouze jedna, a to pravda boží. Podle marxistických interpretací měl Ibn Rušd ve svém učení zdůvodnit tuto teorii „dvojí pravdy“, že totiž vedle náboženských dogmat existují i racionální úsudky, které se s nimi rozcházejí.. Tento názor však Averroes a jím ovlivnění křesťanští averroisté ve skutečnosti nezastávali, neboť přes požadavek osvobození filozofie z područí víry byli přesvědčeni, že pravdy rozumu mohou být také symbolicky vyjádřeny v náboženství.

### Politická filozofie

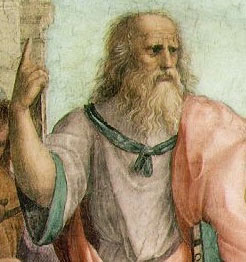
Platón

Averroes svou politologii rozvijí v komentáři k Platónově Ústavě. Platónovy názory spojuje se svou vlastní naukou a islámskou tradicí. Základ jeho politické filozofie tvoří ideál společnosti, jež se řídí podle věčného božského řádu a islámského práva šaríi. Panuje v ní dokonalá jednota mezi politikou, právem i náboženstvím a každý člověk v ní plní svou přesně vymezenou úlohu odvozenou od svých vrozených schopností. Čili každý má mít povolání, v němž vyniká, avšak současně by měl mít svobodu zvolit si prostředek, kterým bude své poslání vykonávat. Jedině tak je možno dosáhnout božího řádu. V důsledku těchto myšlenek se Ibn Rušd dovolává společenské rovnosti. Protože se všechny ctnosti nemohou sejít v jednotlivci, musí se tato dokonalost realizovat skrze společnost. Ta se podle Ibn Rušda dělí na tři skupiny, o čemž se pojednává ve zdejší podkapitole „Vztah náboženství a filozofie.“ Člověka Ibn Rušd pokládá za stvoření politické, jež se musí nutně angažovat ve společnosti. Ústředním aspektem společnosti je totiž vědění, klíč k lidské spokojenosti, které se musí neustále znásobovat, což jeden člověk sám o sobě nezvládne. Společenskou autoritou by měli být moudří lidé.
Právo se podle Averroa dělí na dva druhy – přirozené právo, což jsou obecná pravidla vycházející z univerzálních principů spravedlnosti nebo z Koránu, a zákonné právo, jež se zaměřuje na procesní výkon práva přirozeného. Zákonodárství by tudíž mělo být spíše symbolické povahy. Výkonná moc, podřízená zákonodárství, u Averroa částečně splývá s mocí soudní, poněvadž má povinnost interpretovat zákony a spravovat státní instituce a úřady. Ibn Rušdův ideál panovníka vychází z al-Fárábího představy krále jako imáma, chalífy a zákonodárce v jednom člověku. Na al-Fárábího navazuje i Averroův výčet vlastností ideálního vládce, který zahrnuje lásku k poznání, pravdě i učení, dobrou paměť, nechuť ke smyslovým potěšením a hromadění bohatství, velkorysost, odvahu, nezlomnost a výřečnost. V případě, že filozofové nemohou přímo vládnout, což by byl ideální stav, musí se podle Averroa snažit panovníka alespoň ovlivnit. Politiku Ibn Rušd neřadí k pouhým řemeslům, nýbrž ke vědám. Její úlohou je dosáhnout zmíněného ideálního stavu společnosti a spokojenosti všech jejích členů. Za nejlepší formu vlády pokládá aristokracii (vládu nejlepších) nebo monarchii dokonalého vládce. 
Podle Averroa existují dvě metody výuky ctností členů společnosti – přesvědčování a nátlak. Přesvědčování je přirozenější metoda využívající dialektiky, rétoriky a demonstrací. V některých případech, kdy daného člověka nelze přesvědčit, je však nutné použít nátlak, jako například u nepřátel státu. Jestliže vedle sebe existuje dokonalá a nedokonalá společnost, dokonalá společnost je povinna nedokonalé společenství přesvědčit, aby se obrátilo na cestu k ideálnímu stavu. Pokud vládce nedokonalé společnosti tuto výzvu odmítne, panovník ideálního státu proti němu může zahájit válku, jež Averroes ztotožňuje s džihádem. Odmítá sice pacifismus, ale apeluje na to, aby válka byla co nejméně destruktivní. V případě, že ani po skončení svaté války nelze členy nedokonalé společnosti přivést ke ctnostem, zbývá už jen možnost jejich zotročení.
Po Platónově vzoru Averroes postuloval, aby se na správě státu podílely i ženy, armádu, politiku a vědu nevyjímaje. Soudil, že ženy jsou stejné podstaty jako muži, a mohou proto vynikat i ve stejných odvětvích společnosti. To, že se tak v jeho době nedělo, přisuzoval skutečnosti, že ženy nemají možnost předvést své schopnosti, což považoval za škodlivé pro blaho státu. Zavrhl proto zcela muslimskou diskriminaci žen.

## Přírodní vědy
Averroes přírodní vědy ztotožňoval s přírodní filozofií, takže například astronomii považoval za součást filozofie. Proto se jeho bádání v přírodních vědách značně mísí s metafyzikou.

### Astronomie

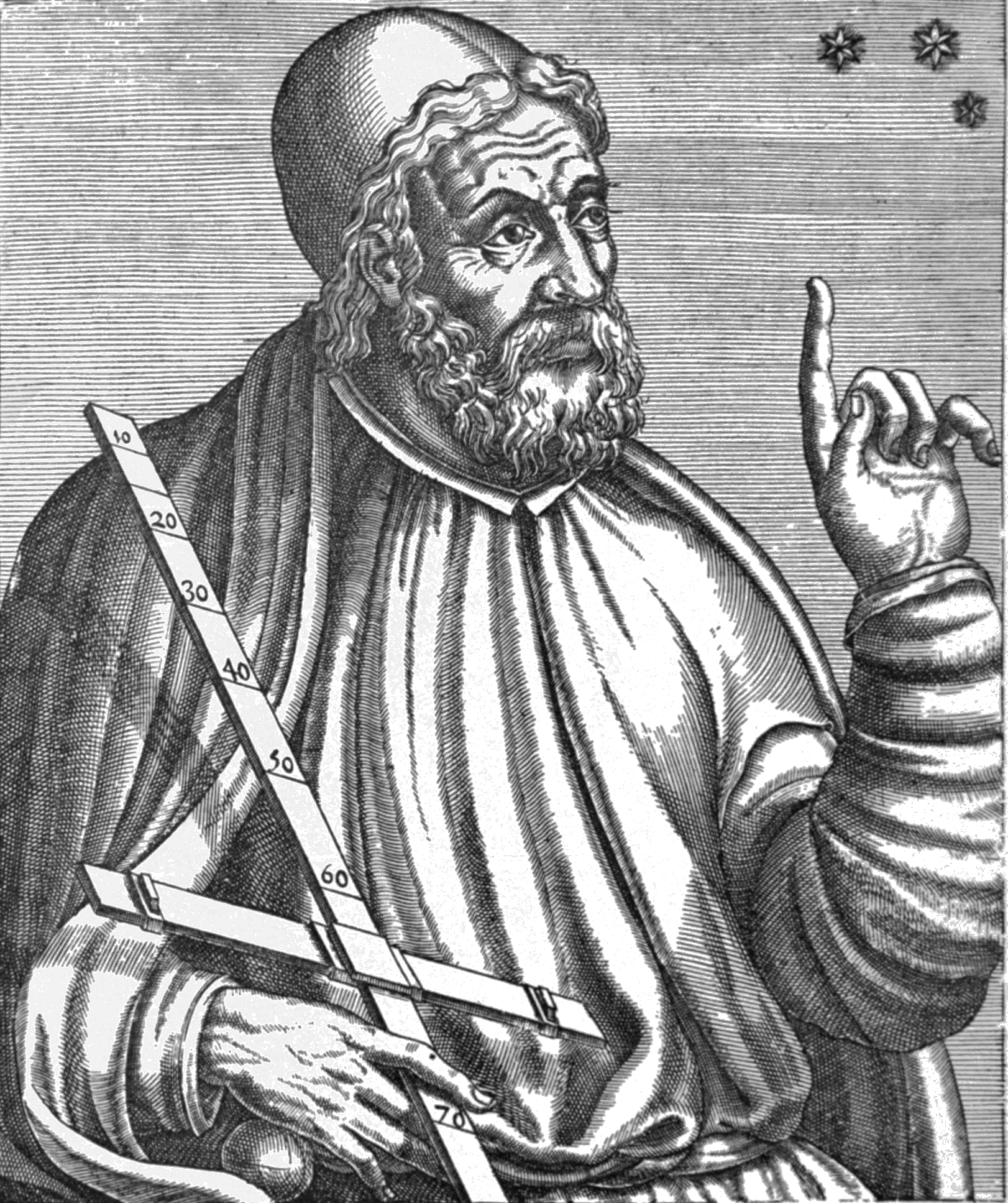
Antický astronom Klaudios Ptolemaios

Averroes společně s Avempacem a Ibn Tufajlem patřil k zarytým odpůrcům ptolemaiovského systému, který kritizoval hlavně z teoretického hlediska. Zamítl pro vysvětlování pohybů nebeských těles používat Ptolemaiovy epicykly a excentry. Na základě Aristotelovy kosmologie se totiž domníval, že se všechny planety, Slunce a Měsíc točí kolem Země rovnoměrně po jednoduchých kruhových drahách nacházejících se v homocentrických sférách. Předpokládal, že existují tři druhy planetárních pohybů – ty, které lze vidět pouhým okem; ty, které vyžadují pozorovací nástroje, a ty, které lze poznat pouze pomocí filozofického uvažování (o nich se pojednává v podkapitole Kauzalita a metafyzika). Na Ptolemaiově modelu mu vadilo, že se planety po excentrických drahách pohybují kolem jiných středů než je Země, z čehož by vyplývalo, že se ve vesmíru musí nacházet více středů tíže, kam by nebeská tělesa směřovala. Ibn Rušd dále poukazoval na fakt, že excentrické sféry k sobě nepřiléhají tak těsně jako sféry homocentrické. Tím by se mezi nimi nacházel prázdný prostor, jež by musela zaplňovat nějaká další tělesa. Ty by pak existovala jen proto, aby zaplňovala prázdný prostor, což se ale příčí peripatetickému determinismu.
Rozdíly barev měsíčního povrchu vykládal nerovnoměrnou tloušťkou Měsíce – tlustší části přijímají více světla ze Slunce, a proto jsou světlejší než tenčí části. Toto vysvětlení se v západní Evropě k vysvětlení skvrn na Měsíci používalo až do 17. století, dokud nebyl objeveno, že rozdíly barev měsíčního povrchu zapříčiňují povrchové útvary (hory, moře, krátery atp.). Společně s Avemapcem Averroes sledoval také sluneční skvrny, jež chybně pokládal za tranzity Venuše a Merkuru. V roce 1153 z Marrakéše pozoroval hvězdu Canopus, která na zeměpisné šířce jeho rodného Španělska nebyla viditelná. Toto pozorování později využil na obhajobu Aristotelova konceptu kulaté Země.

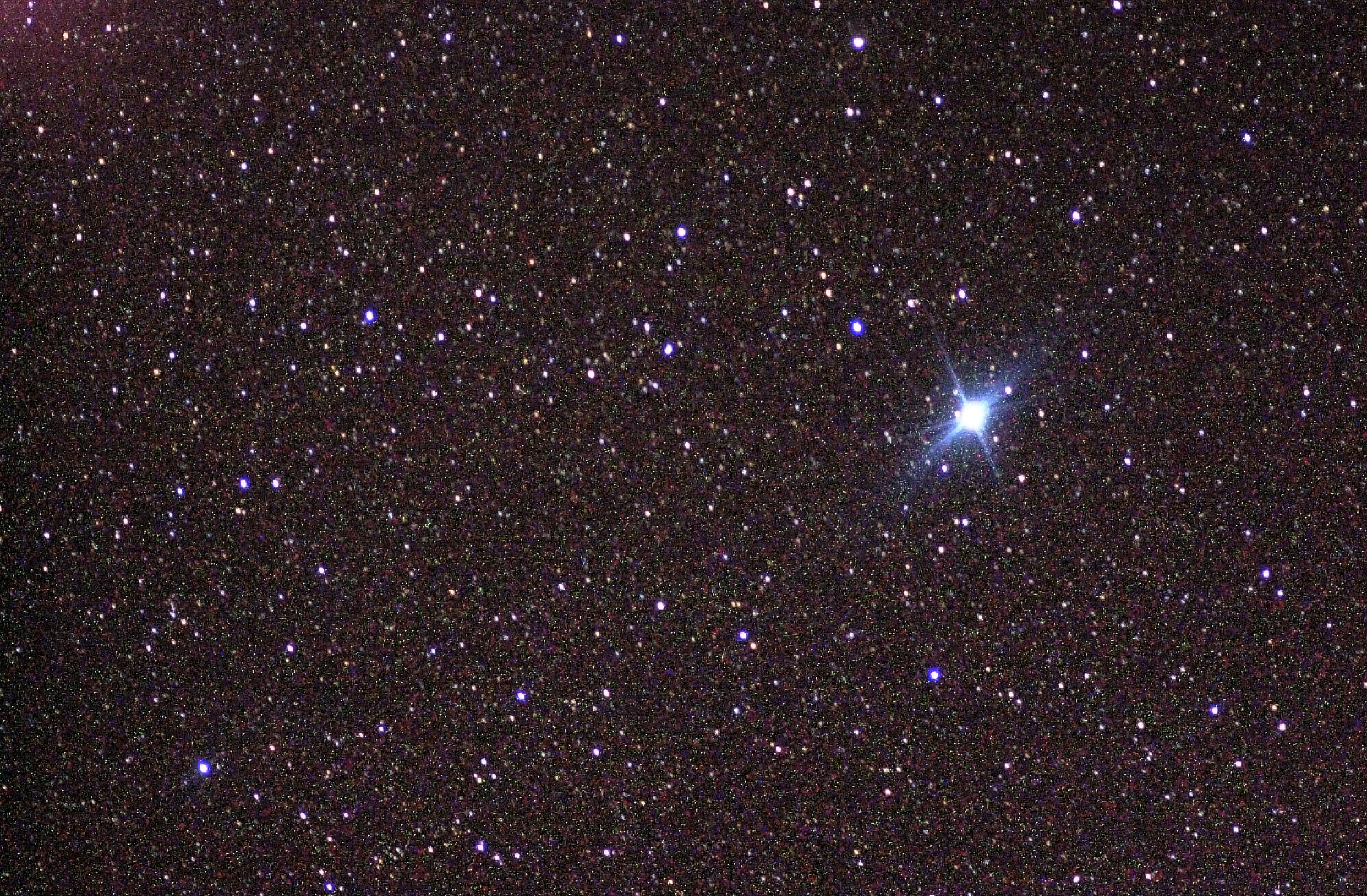
Hvězda Canopus

Averroes si plně uvědomoval, že se arabští astronomové jeho doby soustředili na „matematickou“ astronomii, která sice umožňovala přesně vypočíst planetární pohyby, ale neposkytovala obšírné fyzikální vysvětlení toho, jak vesmír skutečně funguje. Konstatoval, že „astronomie naší doby nenabízí žádnou pravdu, pouze souhlasí s výpočty, a ne s tím, co existuje.“ Měl za to, že podstatu nebeských těles může objasnit pouze metafyzika a přírodní filozofie. Matematika se podle Ibn Rušda zabývá jenom jejich akcidenty (nahodilými vlastnostmi).
Astronomii se Averroes pokusil reformovat tak, aby byla v souladu s fyzikou, zejména Aristotelovou. Principy jeho nedokončené reformy popisuje Velký komentář k Aristotelově Metafyzice. Později v životě však Averroes prohlásil, že jeho pokusy o reformu selhaly. Přiznal, že nemá dostatek času ani znalostí na to, aby sladil pozorované planetární pohyby s aristotelskými principy. Kromě toho neměl k dispozici díla starověkých astronomů Eudoxe z Knidu a Kallippa z Kyziku, takže mu chyběl kontext některých Aristotelových astronomických prací. Přesto jeho dílo ovlivnilo astronoma al-Bitrudžího († 1204), který přijal většinu Averroových reformních principů a podařilo se mu vybudovat astronomický systém založený na aristotelovské fyzice.

### Fyzika
Ve fyzice Averroes nepoužíval metodu logické indukce, kterou do islámské vědy zavedl Aliboron, ale pracoval spíše exegeticky – přírodu zkoumal prostřednictvím rozborů Aristotelových spisů. Často je v historii fyziky proto vnímán jako pouhý Aristotelův vykladač, avšak jak ukázala historička vědy Ruth Glasnerová, Averroovi se ve skutečnosti podařilo vytvořit značně originální fyzikální systém, který Glasnerová označuje za atomistický aristotelismus. Jeho systém se v první řadě opírá o pojetí minima naturalia (nejmenších částic přírody, atomů), z nichž se skládá svět. Významná je i jeho koncepce pohybu jako forma fluens, plynulé („tekuté“) formy tělesa. V neposlední řadě se Ibn Rušd zabýval magnetismem. Mluvil o jakési specii, která působí v okolí magnetu, dokud se jí do cesty nepostaví železo. Touto hypotézou Averroes v podstatě předjímal moderní pojetí magnetického pole. Následující vývoj fyziky ovlivnil také svou definicí fyzikální síly jako „rychlosti, která působí při změně kinetického stavu tělesa,“ jež se nápadně podobá formulaci síly v současné fyzice.

### Psychologie

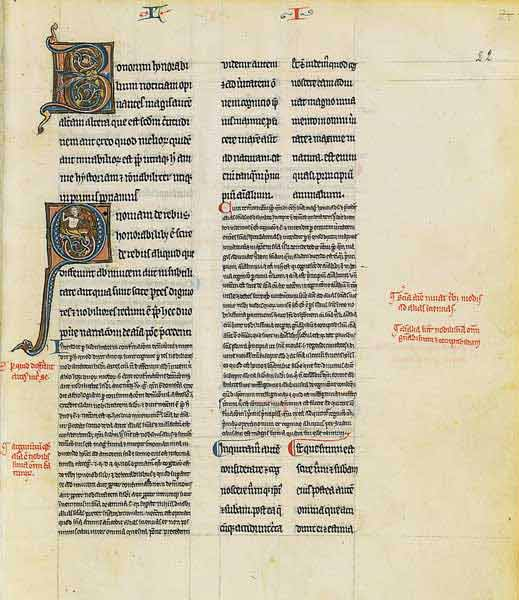
Dlouhý komentář k Aristotelově traktátu O duši, francouzský rukopis ze 13. století

Averroes se psychologii věnuje ve svých třech komentářích k Aristotelově spisu O duši. Pohlížel na ní jako na součást fyziky. Rozeznával pět schopností lidské duše, a to schopnosti nutriční, vnímací, imaginativní, chuťovou a racionální. U rostlin nebo zvířat je nejvýznamnější funkce výživná, která usiluje o přežití a reprodukci organismu. K vnímací schopnosti se řadí všech pět smyslů, případně i takzvaný šestý smysl, od nějž se pak odvíjí imaginativní dovednost. Chuťovou funkci Averroes chápe jako touhu. Racionální schopnost (intelekt) je pro člověka zásadní, a psychologie by se měla zaměřovat především na ní.
Lidský intelekt se Averroes snažil vysvětlit pomocí filozofických metod a interpretace Aristotelovy doktríny. Svůj postoj k rozumu během svého života velmi měnil. Ve svém Shrnutí či Synopsi ke spisu O duši navazoval na teorii Avempaceho, že hyletický (tj. látkový) intelekt ukládá do mysli konkrétní obrazy, se kterými se člověk setká. Tyto obrazy slouží jako základ pro „sjednocení“ lidské mysli s „aktivním intelektem“. Ve svém Středním komentáři se Averroes inspiruje myšlenkami al-Fárábího a Avicenny – říká, že aktivní intelekt dává lidem schopnost univerzálního porozumění. Jakmile má osoba dostatečný empirický kontakt s určitým konceptem, tato schopnost se aktivuje a poskytne jí univerzální poznání.
Ve Velkém komentáři Averroes představuje teorii jednotného intelektu, podle níž existuje pouze jeden a týž hyletický intelekt, který je všem lidem společný, a který nelze smísit s lidským tělem. Problém, jak různé osoby mohou mít různé myšlenky, Ibn Rušd vyřešil tím, že do svého systému zabudoval koncept rozvažování, které probíhá v lidském mozku a neobsahuje univerzální znalosti, ale „aktivní uvažování o věcech,“ na něž konkrétní osoba narazí – každý člověk tedy přemýšlí pomocí stejného intelektu, ale o rozdílných věcech. V západním světě Averroova teorie vyvolala značné kontroverze. Tomáš Akvinský v roce 1229 dokonce publikoval její zevrubnou kritiku nazvanou O jednotě intelektu proti averroistům (De unitate intellectus contra averroistas).

### Medicína

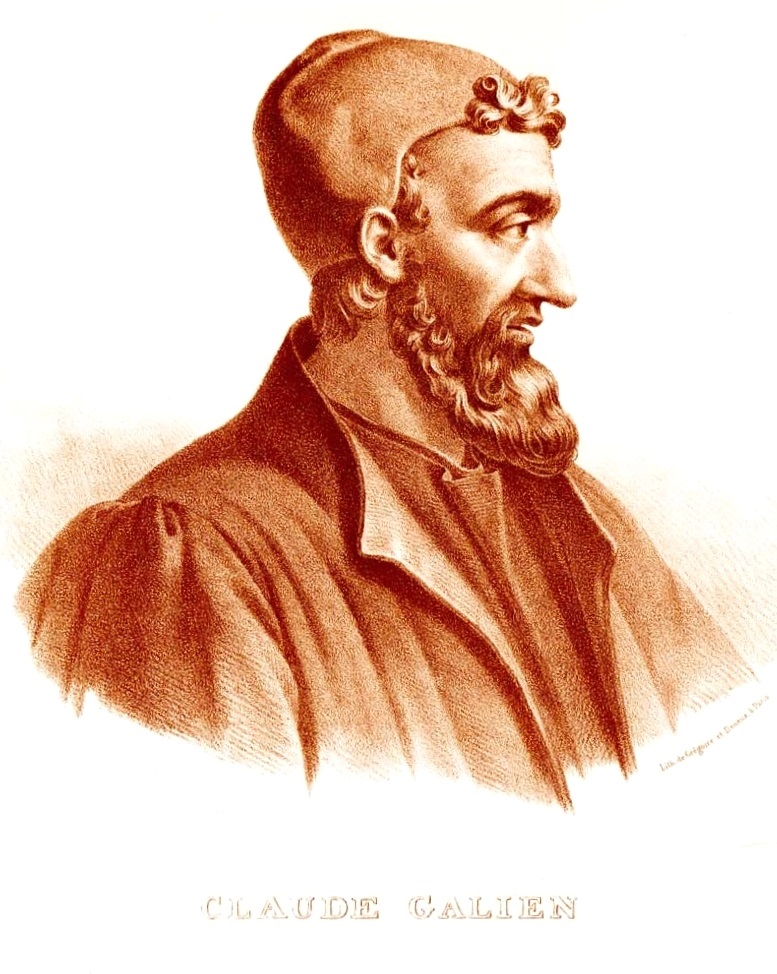
Galén

Ačkoli Averroes ve svých dílech vykazuje velmi rozsáhlé teoretické znalosti medicíny, zřejmě měl malé zkušenosti z lékařské praxe. V jednom ze svých spisů prohlásil, že „kromě sebe, svých příbuzných nebo přátel mnoho lidí neošetřoval.“ Přesto působil jako dvorní lékař almohadského chalífy. Averroova práce Všeobecné lékařství navazuje na nauku vlivného řeckého lékaře Galéna, která je založena na čtyřech základních tělesných šťávách – krvi, žluté žluči, černé žluči a hlenu, jejichž rovnováha je nezbytná pro zdraví lidského těla. Všeobecné lékařství obsahuje celkem sedm knih, které pojednávají o anatomii, fyziologii, patologii, sémiotice, terapeutice, hygieně a medikaci. Averroes v tomto díle usiluje o vytvoření systematického a racionálního lékařství. Současně si klade za cíl uvést aristotelismus do souladu s výdobytky galénovského lékařství.
Averroes měl za to, že hlavní částí medicíny je na základě obecného principu kauzality empirické pozorování lidského těla a následná dedukce z jeho výsledků. Za nejdůležitější prostředek sloužící k poznání lidského těla považoval pitvu, kterou i přes odpor konzervativních muslimů vehementně prosazoval. Odsuzoval lékařské spekulace, jež nejsou založeny na smyslové zkušenosti. Spojení mezi vnějším světem a myslí totiž přisuzoval smyslům. Těmito úvahami Ibn Rušd v podstatě předjímal dílo německého filozofa Immanuela Kanta z 18. století.

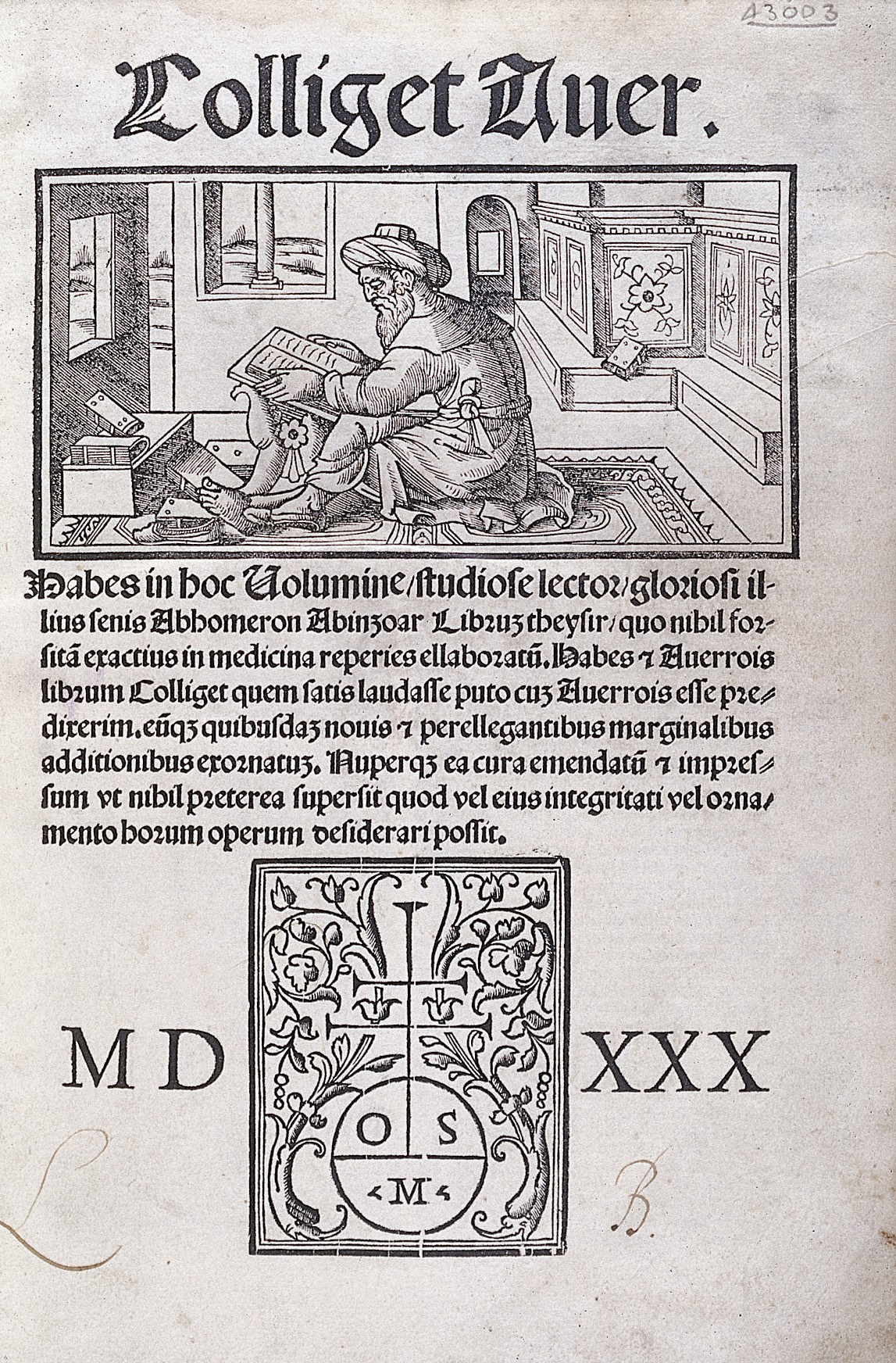
Titulní strana vydání Všeobecného lékařství z roku 1530

Averroes jako první objevil, že za snímání světla v oku je zodpovědná sítnice, spíše nežli čočka, jak se dosud předpokládalo. Odmítal také dobové představy o tom, že sny způsobují andělé nebo ďáblové. Domníval se, že sny vznikají tak, že mozek na sítnici promítá obrazy získané během dne, takže se zdá, jako by tyto obrazy byly při snu přijímány zevnějšku. Zaobíral se též léky a neurologií. Jeho farmakologické principy spočívaly na teorii protikladů (Když je tělo nachlazeno, je třeba ho zahřívat apod.). Pro zdravé tělo doporučoval tělesné cvičení i různé diety a požívání léků se snažil kombinovat se zdravými jídly. Vedle toho se zajímal o problematiku theriaku.
Nezávisle na Galénovi popsal cévní mozkovou příhodu a objasnil, že ji způsobuje ucpání tepny vedoucí ze srdce do mozku. Byl rovněž první, kdo popsal příznaky Parkinsonovy nemoci. Mozek vnímal jako komplex různých prvků (neuronů), a ne jako jednu homogenní entitu. Přirovnával ho ke „generálovi“, který celému tělu rozdává rozkazy, kdežto srdce srovnával s „panovníkem“, jemuž je mozek podřízen. K vývoji lékařství stejně přispělo Ibn Rušdovo „zjištění, že lidé kteří prodělali neštovice, se vůči nim stali imunními“. Ve svých spisech podává také obšírný a na svou dobu velmi přesný výklad toho, jak funguje dýchací soustava, čímž de facto položil základy pneumologie. V neposlední řadě prvně identifikoval erektilní dysfunkci, a patřil mezi první lékaře, kteří se podobné sexuální potíže snažili léčit.
Ibn Rušd se věnoval rovněž zvířatům. Mimo jiné objasnil, že zvířata nacházejí jídlo pomocí svého velmi citlivého čichu, čímž vyvrátil dobové představy o tom, že při hledání jídla používají magickou intuici. Dospěl dokonce k názoru, že člověk je v podstatě zvíře, a jeho rozdílnost ve srovnání s ostatními živočichy spočívá v lidské vyspělosti. Z toho vyvodil, že i zvířata mají duši. Motivací jejich chování je dle něj vrozené tělesné teplo vycházející ze srdce.

## Vliv

### Vžidovské tradici

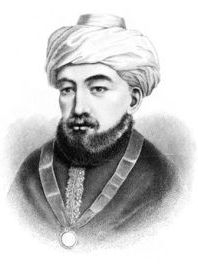
Maimonides

Averroes zcela zásadně ovlivnil židovskou filozofii pozdního středověku. Do hebrejštiny byla přeložena téměř všechna jeho díla. Některé jeho texty jsou dokonce zachovány jen v hebrejských překladech. Prvním židovským filozofem, který nadšeně přejal jeho učení, se stal Maimonides, jenž se jednou zmínil, že Averroes „postihl pravdu s velkou přesností“. Averroovo dílo hojně využívali rovněž židovští učenci 13. století, včetně Šmuela ibn Tibona, Judy ben Šloma ha-Kohena a Šema-Tov ibn Falaquera. V roce 1232 přeložil Josef ben Aba Mari Averroovy komentáře k Aristotelovu Organonu. O třicet let později publikoval Moše ibn Tibon překlad prakticky všech Averroových komentářů k Aristotelovi a některých jeho prací o medicíně. Židovský averroismus vyvrcholil ve 14. století. K židovským spisovatelům té doby, kteří překládali Ibn Rušda, nebo jím byli ovlivněni, náleželi například Kalonymos ben Kalonymos a Todros Todrosi z Arles a Levi ben Geršom z Languedocu.

### Vkřesťanské tradici
Averroovy komentáře k Aristotelovi značně ovlivnily vědu a filozofii západní Evropy. Po pádu západořímské říše se dostavil hluboký kulturní úpadek západní vzdělanosti, který vyústil ve ztrátu takřka veškerého intelektuálního odkazu myslitelů starověkého Řecka. Averroovy komentáře k Aristotelovi, které byly přeloženy do latiny, a dostaly se do západní Evropy, opět oživily Aristotelovo dědictví a zpřístupnily jej evropských vzdělancům. Vliv jeho komentářů vedl k tomu, že Averroes byl často označován jednoduše jako „Komentátor“, nikoli podle svého jména. Leckdy byl nazýván rovněž „otcem svobodného myšlení a bezvěrectví“ nebo „otcem racionalismu“.
Prvním překladatelem Averroových děl do latiny se stal Michael Scot (1175 – cca 1232), jenž počínaje rokem 1217 v Paříži a Toledu přeložil Averroovy Velké komentáře k Aristotelovým spisům O duši, Metafyzika, Fyzika a O nebi i mnoho Středních komentářů a Shrnutí. Do latiny Ibn Rušda překládali také Hermannus Alemannus, William de Luna a Armengaud z Montpellier. Tyto překlady se záhy rozšířily mezi přední evropské učence. Averroesovo učení kolem sebe shromáždilo široký okruh přívrženců, takzvaných latinských averroistů, mezi něž patřil kupříkladu Siger z Brabantu nebo Boethius z Dácie. Centry latinského averroismu se stala Paříž a Padova.

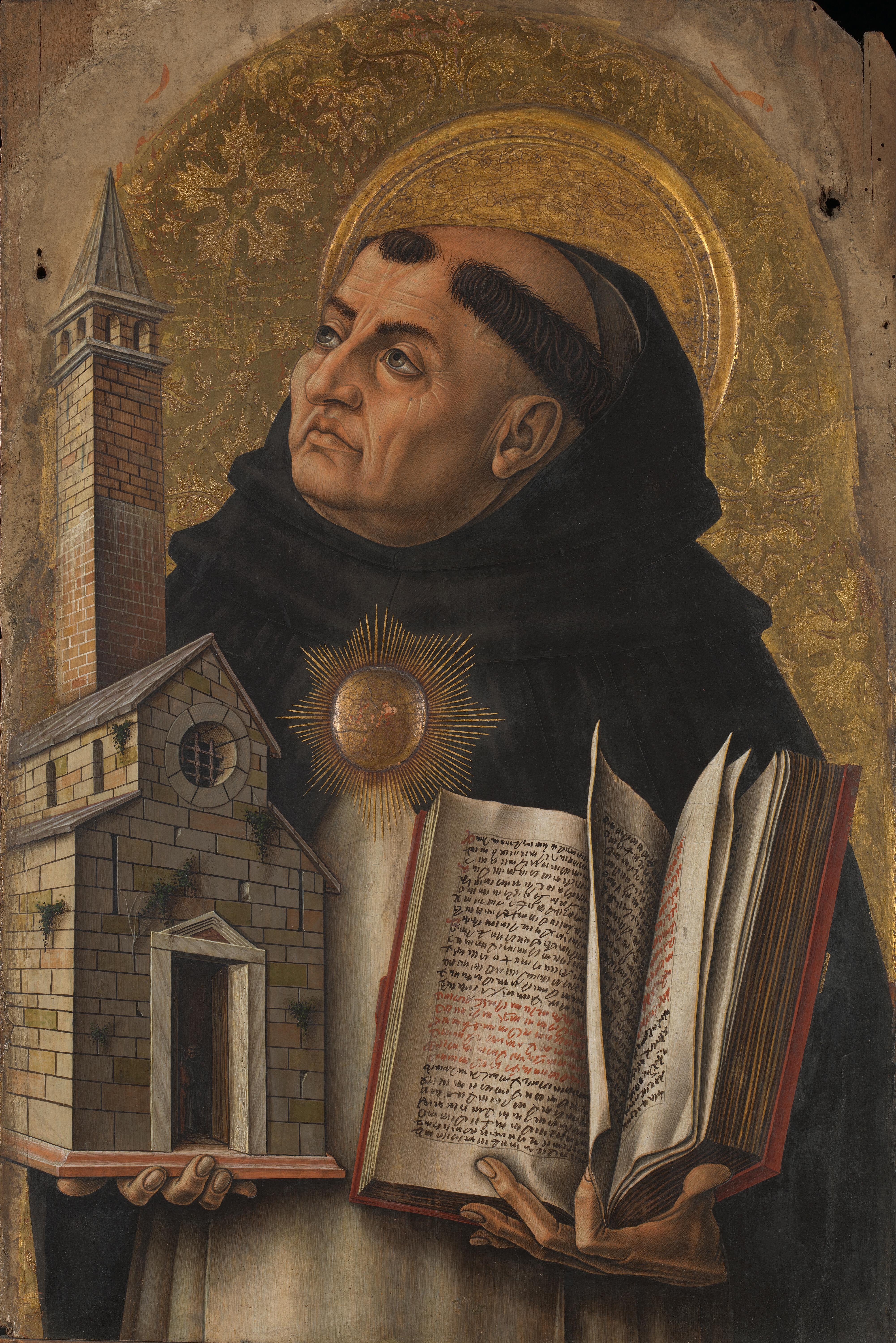
Carlo Crivelli: Tomáš Akvinský (15. stol.)

Římskokatolická církev však vůči nebezpečnému vzestupu averroismu brzy zareagovala. Roku 1270 odsoudil pařížský biskup Étienne Tempier 15 nauk, jež podle něj byly v rozporu s oficiální doktrínou římskokatolické církve, patřily mezi ně i různé heretické větve aristotelismu či averroismu. Definitivně byl averroismus na žádost papeže Jana XXI. biskupem Tempierem odsouzen o sedm let později.
Averroovými pracemi se inspiroval též německý polyhistor Albert Veliký. O Averroovy komentáře k Aristotelovi se opíral i Albertův žák Tomáš Akvinský, přední katolický myslitel 13. století; v mnoha ohledech s ním ale nesouhlasil. Postavil se především proti Averroově teorii monopsychismu, věčnosti světa a boží prozřetelnosti.
Ačkoli odsouzení averroismu katolickou církví jeho šíření velice zpomalilo, Averroovo učení evropské vzdělance ovlivňovalo až do 16. století, kdy aristotelismus přestal být natolik oblíbený. K myslitelům pozdního středověku ovlivněných averroismem se řadí Jan z Jandunu, Marsilius z Padovy, Gaetano da Thiene, Pietro Pomponazzi, Agostino Nifo, Marcantonio Zimara a jiní. Dalekosáhlý a dlouhodobý vliv na západní Evropu měl také latinský překlad Averroova Všeobecného lékařství nazývaný jako Colliget.

### Vislámské tradici
Averroes měl až do 19. století na islámskou filozofii zcela nepatrný vliv. Příčinu lze hledat v geografii; Averroes žil ve Španělsku, na západním okraji islámské civilizace daleko od tradičních center islámské vzdělanosti. Ibn Rušdova filozofie navíc pravděpodobně vůbec neoslovila soudobé islámské učence, jelikož zájem o Aristotela mezi muslimy tehdy už značně opadal. Pozornost jeho dílo v arabském světě znovu vzbudilo v 19. století, kdy probíhala arabská kulturní renesance zvaná al-Nahda („probuzení“). Averroova práce byla tenkrát považována za inspiraci k modernizaci muslimské intelektuální tradice.

## Odraz vkultuře a literatuře

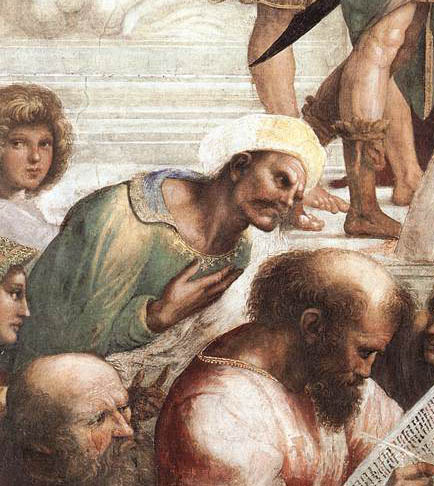
Averroes, detail fresky Athénská škola od Raffaela Santiho

Italský básník Dante Alighieri ze 14. století Averroa ve své Božské komedii spolu s dalšími pohanskými filozofy umístil do limbu kolem Saladina. Označuje ho zde za „autora komentáře“. V Canterburských povídkách Averroa zmiňuje zase anglický básník Geoffrey Chaucer. Ibn Rušd je zobrazen rovněž na fresce Athénská škola od Raffaela Santiho z roku 1501, která zdobí Apoštolský palác ve Vatikánu.
Argentinský spisovatel Jorge Luis Borges Averroovi věnoval povídku Averroovo hledání, v níž se Ibn Rušd neúspěšně pokouší porozumět Aristotelově Poetice. Borges v dodatku ke knize píše, že jeho pokus o porozumění Averroovi byl odsouzen stejně jako Averroův pokus o porozumění řeckému dramatu, neboť v islámské kultuře tradice živých představení neexistovala. Averroes je dále hlavní postavou egyptsko-francouzského filmu Osud od Júsufa Šahína pojednávajícím o střetu Ibn Rušdovy filozofie s muslimskými fundamentalisty, jež byl natočen roku 1998 k výročí 800 let od Averroovy smrti.
Ibn Rušda ve svých románech ztvárnili francouzští spisovatelé Jacques Attali a Gilbert Sinoué, britský tvůrce Salman Rushdie nebo marocký spisovatel Driss Ksikes.
Averroovo jméno nese rod Averrhoa z čeledi šťavelovitých, který zahrnuje druhy Averrhoa bilimbi a karambola obecná, měsíční kráter Ibn Rušd, asteroid 8318 Averroes. a řada francouzských i marockých vzdělávacích a vědeckých institucí, například první soukromé muslimské lyceum v Lille otevřené roku 2003 nebo program Averroes zprostředkovávající výměnu učitelů a studentů mezi školami států Evropské unie a Maghrebu.

#### Averroesova díla zpřístupněná online
- DARE – Prostředí pro výzkum Averroova zdigitalizovaného díla (anglicky)
- The Philosophy and Theology of Averroes – překlad Averroových děl o náboženství a filozofii do angličtiny (anglicky)
- Tahaft al-Tahafut (Vyvrácení Vyvrácení) v překladu do angličtiny (anglicky)
- Virtuální knihovna SIEPM zahrnující i Averroova díla (anglicky)
- رشد, أبي الوليد محمد القرطبي/ابن. بداية المجتهد ونهاية المقتصد. [s.l.]: Dar Al Kotob Al Ilmiyah دار الكتب العلمية, 2017. 864 s. Dostupné online. ISBN 978-2-7451-3412-7. (arabsky)